# CSS Georgia (incrociatore)
La CSS Georgia fu una nave a vapore della Marina degli Stati Confederati.

## Storia

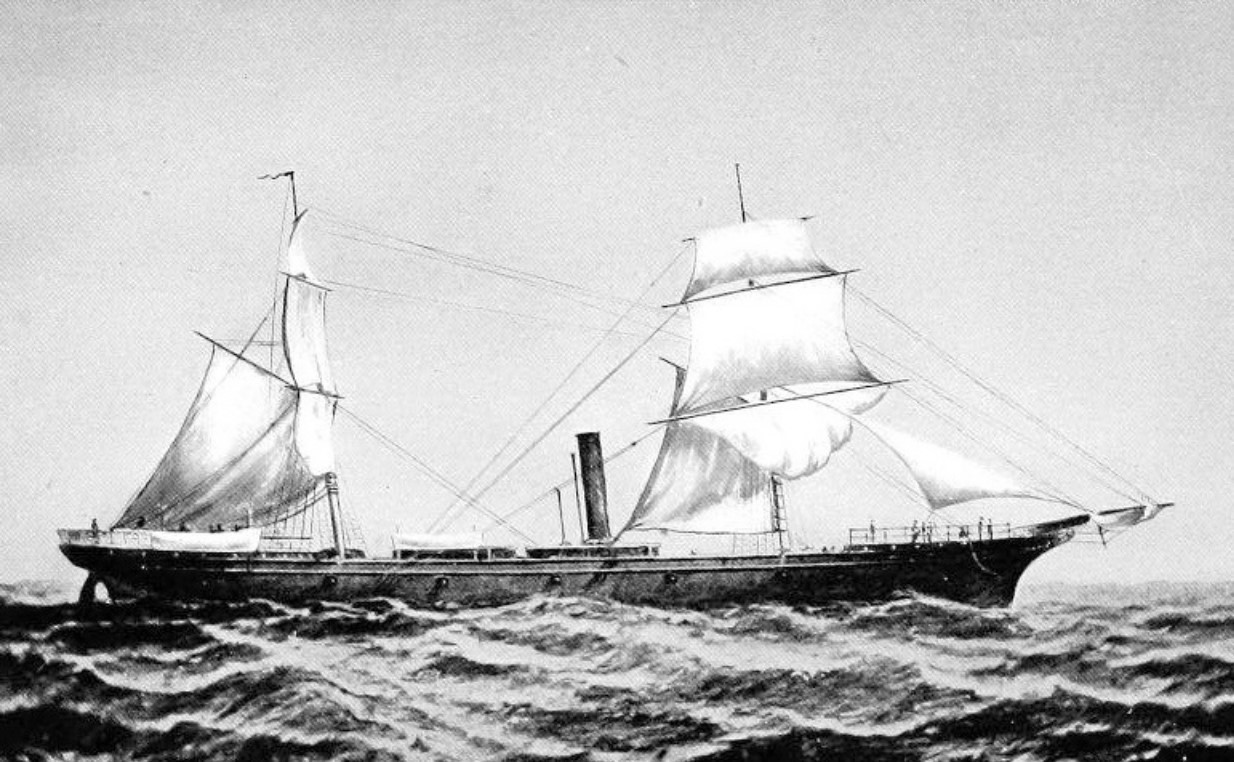
La nave confederata CSS Georgia in navigazione.

La nave venne costruita nel 1862 come mercantile veloce Japan. Avendo scafo in ferro la nave era inadatta alle lunghe crociera senza poter sostare di tanto in tanto in un bacino di carenaggio, in quanto i rivestimenti contro la proliferazione delle alghe e della vegetazione erano ancora sconosciuti. Il comandante James Dunwoody Bulloch, importante agente di approvvigionamento confederato all'estero, non voleva avere a che fare con le navi con scafo in ferro, ma il comandante Matthew Fontaine Maury stabilì di acquistare la Japan perché le navi in legno (che poteva essere ricoperto da un rivestimento in rame) venivano progressivamente sostituite sugli scali della Gran Bretagna da quelle in metallo; di conseguenza i contratti per nuove costruzioni in legno non erano facili da siglare nei cantieri navali britannici.
Nel marzo 1863 il comandante Maury fece acquistare il mercantile Japan nel porto di Dumbarton, Scozia, da un cliente fittizio. Il 1º aprile la nave lasciò Greenock, presumibilmente diretta alle Indie orientali imbarcando un equipaggio di cinquanta uomini che erano partiti per effettuare un viaggio a Singapore. Al largo di Ushant, Francia, si incontrò con il piroscafo Alar che lo rifornì di cannoni, armamento leggero, munizioni e rifornimenti di varia natura. Il 9 aprile 1863 fu issata ufficialmente la bandiera confederata e la nave entrò in servizio come CSS Georgia', sotto il comando di William Lewis Maury. I suoi ordini erano di attaccare e distruggere le navi mercantili degli Stati Uniti d'America ovunque le avesse trovate. Arrivato a Bahia, in Brasile, la nave fece rotta per Trinidad, riattraversò l'Oceano Atlantico per portarsi a Simon Bay, nella Colonia del Capo, in Sudafrica, dove arrivò il 16 agosto. Da lì partì per raggiungere Santa Cruz de Tenerife, nelle isole Canarie, e poi arrivò a Cherbourg, in Francia, il 28 ottobre. Durante questa piccola crociera operativa aveva ottenuto 9 affondamenti, e dovuto rilasciare numerosissime unità neutrali.
Mentre si trovava in riparazione a Cherbourg, viste le pessime condizioni della nave, fu deciso di trasferire l'armamento sul CSS Rappahannock. Tale trasferimento, che doveva avvenire nelle acque territoriali del Marocco, non venne mai effettuato e il Georgia fu spostato in un ancoraggio situato a tre miglia vicino a Bordeaux. Il 2 maggio 1864 fu trasferita a Liverpool e il 1º giugno venduta a un commerciante di quella città a causa delle proteste di Charles Francis Adams, Sr., Ambasciatore degli Stati Uniti in Gran Bretagna. Il piroscafo riprese nuovamente mare l'11 agosto, e quattro giorni dopo fu catturato dalla fregata statunitense USS Niagara al largo delle coste del Portogallo.  Mandata a Boston, nel Massachusetts, la nave fu confiscata, e nonostante le proteste dell'armatore presso il Tribunale delle prede statunitense, venduta ad un nuovo proprietario.
Registrata come nave mercantile statunitense SS Georgia a New Bedford, nel Massachusetts, il 5 agosto 1865, fu successivamente venduta in Canada nel 1870. Andò persa per naufragio sulle coste del Maine nel gennaio 1875.

### Fonti
1. 1 2  Konstam 2003, p. 45.
2. 1 2 3  Register of the Commissioned and Warrant Officiers of the Navy of the Confederate States Navy to January 1, 1863, p. 4.
3. 1 2 3 4 5 6  Konstam 2003, p. 33.
4. ↑  Register of the Commissioned and Warrant Officiers of the Navy of the Confederate States Navy to January 1, 1863, p. 6.
5. 1 2 3  Konstam 2003, p. 34.